# Гиреево (Москва)
Гире́ево — бывшая деревня, позднее сельцо и рядом усадьба в Московской области, включённая в состав Москвы в 1960 году.

## История
Деревня (позднее — сельцо) Гиреево известна с XVI века (первоначально называлась Губино, но в конце XVI столетия возникло новое название — Гиреево), а на планах и картах московской губернии было обозначено как Геръево и Гиръево; она попеременно принадлежала Губиным, Шереметевым и Голицыным.
По поводу переименования деревни Губино в cельцо Гиреево существует версия, что в 1571 году крымский хан Девлет-Гирей I вторгся в русские земли и разорил Москву, заставив Ивана Грозного покинуть столицу. Но уже в следующем году потерпел сокрушительное поражение у села Молоди. Ивану Васильевичу Грозному было тогда передано послание, в котором хан заявил, что оставил на русской земле свою печать. Что это за печать? Возможно, село Гиреево — символическая печать хана Гирея. Подступая к Москве, Гиреи (Сахиб Гирей, Эмин Гирей) разбивали свой лагерь как раз на этом месте.
В 1714—1718 годы в усадьбе князя Ивана Голицына, брата известного боярина Бориса Голицына, была построена каменная церковь Спаса Нерукотворного образа. Храм не имел своего причта и числился приписным к соседней церкви Рождества Иоанна Предтечи в селе Ивановском.
В конце XVIII века усадьба принадлежала Дмитрию Столыпину (1736/1740 — до 1793). Он выстроил усадебный ансамбль с главным деревянным домом и флигелями. Сохранился, но в плохом состоянии дом с четырёхколонным портиком и один из флигелей.
С 1805 года по 1812 год усадьбой владела Марья Григорьевна Перовская, после — Анна Ивановна Засецкая. С 1852 года владельцами усадьбы стали Торлецкие (иногда ошибочно пишут Терлецкие или Тарлецкие). Семья владела усадьбой до Октябрьской революции 1917 года. Владельцами являлись: Потомственный почётный гражданин, коммерции советник, купец 1-й гильдии и кавалер, Александр Логинович Торлецкий (ок. 1795 — 1859), его жена Ирина Фёдоровна, жена его сына Александра Александровича Елена Григорьевна Торлецкая (1890), Елена Васильевна Торлецкая (Бух) во втором браке Милашевская, с 1911 года — Александр Иванович Торлецкий.
Дом-усадьба Торлецких был выстроен в середине XIX века. В настоящее время с Напольного проезда, проходящего параллельно Федеративному проспекту, сквозь забор имения-учреждения можно увидеть деревянную постройку с колоннами — главный дом усадьбы, находящийся в весьма запущенном состоянии. Фамилию владельцев (искажённую) сохранили расположенные вне ограды Терлецкий парк с Терлецкими прудами.

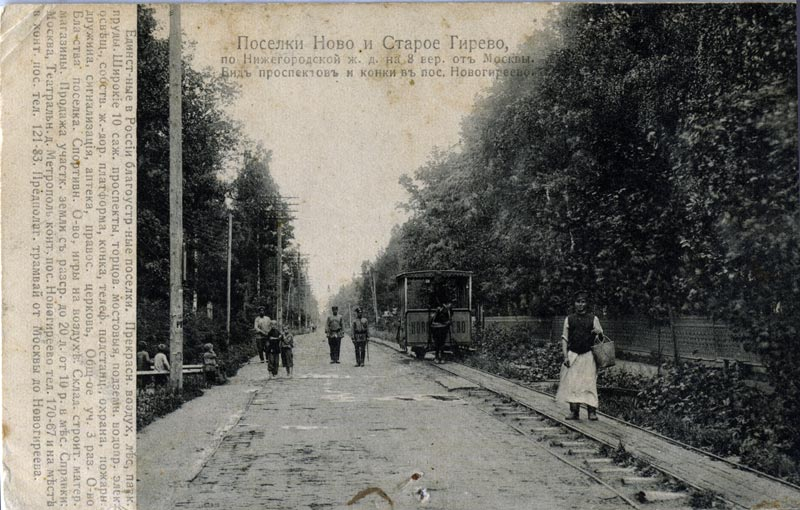
Посёлки Ново и Старое Гирево, Гиреевский проспект (позже 5-й проспект Новогиреева), линия конки к станции Новогиреево, 1906 год.
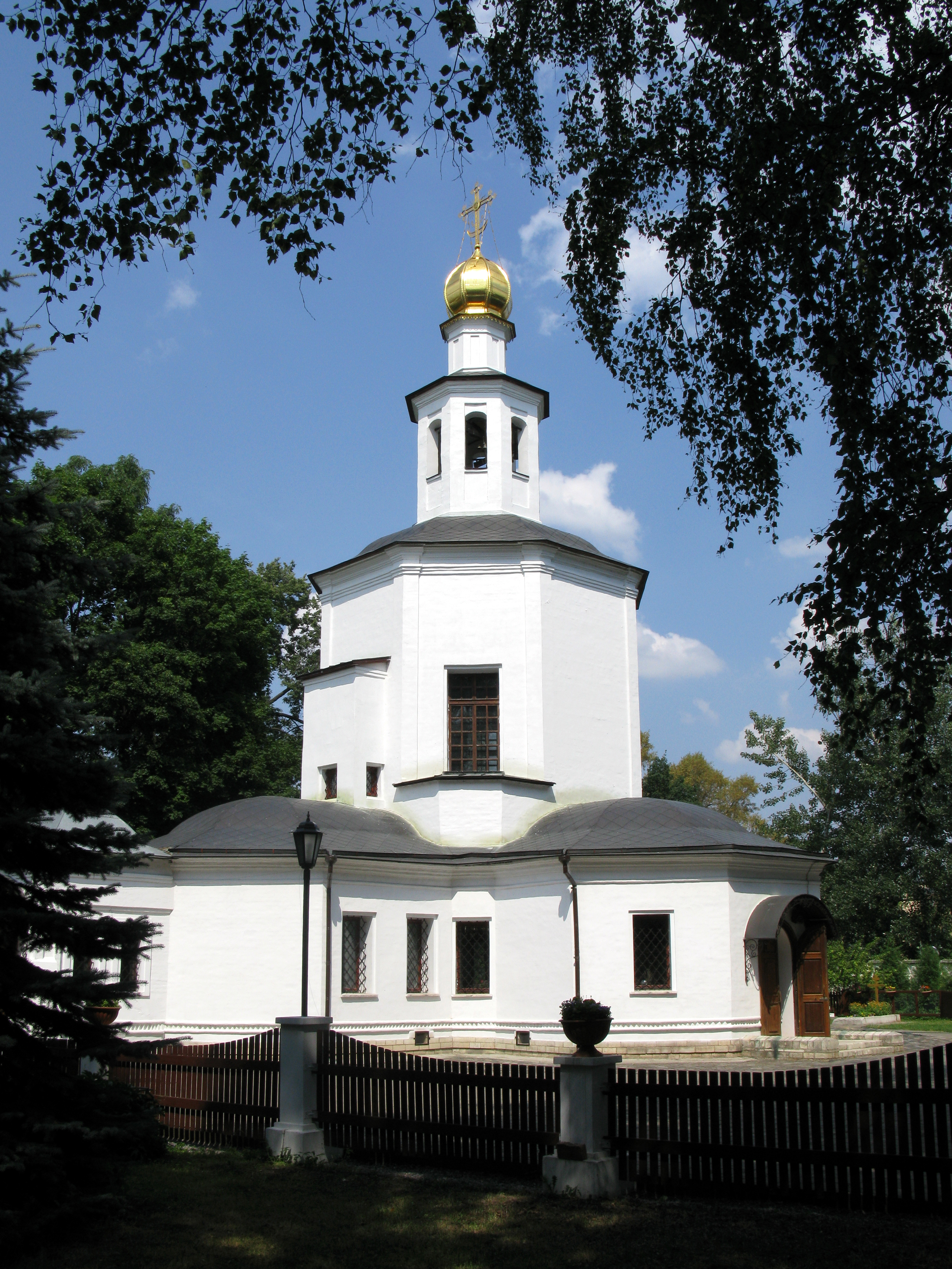
Церковь Спаса Нерукотворного образа в Гирееве.